# Melty Blood
Melty Blood (メルティブラッド?, Meruti buraddo) — anche nota come Merubura (メルブラ?) — è una visual novel picchiaduro sviluppata da Type-Moon e French Bread, pubblicata al Comiket del dicembre 2002.
Basata su Tsukihime, ha poi dato origine a molti sequel, tra cui una versione arcade intitolato Act Cadenza, sviluppata da Ecole Software, poi convertita su PlayStation 2. Melty Blood ha ricevuto un adattamento come manga da Takeru Kirishima, serializzato sul Comp Ace di Kadokawa Shoten. Nel 27 marzo 2021, oltre al remake della Visual Novel di Tsukihime, venne annunciato tramite il Type-Moon Ace.
Un nuovo gioco basato sulla visual novel di Type-Moon Tsukihime intitolato Melty Blood: Type Lumina, rappresenta un prequel della serie e vede la collaborazione di Yoshinori Ono ex membro del team di Street Fighter. La pubblicazione è avvenuta il 30 settembre 2021 su Steam, PlayStation 4, Xbox Series e Nintendo Switch. Come Guilty Gear -STRIVE-, anche questo titolo farà uso del netcode basato sul rollback.